# Irlanda ai Giochi della XXII Olimpiade
L'Irlanda partecipò ai Giochi della XXII Olimpiade, svoltisi a Mosca, Unione Sovietica, dal 19 luglio al 3 agosto 1980, con una delegazione di 47 atleti impegnati in undici discipline.